# SN 1995aa
SN 1995aa – supernowa typu IIn odkryta 2 września 1995 roku w galaktyce A225909-0430. W momencie odkrycia miała maksymalną jasność 19,80m.